# Багатостороння програма взаємосумісності
Багатостороння програма взаємосумісності, англ. The Multilateral Interoperability Programme (MIP) — має на меті забезпечити гарантовану можливість взаємосумісності інформації для підтримки багатонаціональних, комбінованих і спільних операцій НАТО. Метою MIP є підтримка всіх рівнів від корпусу до батальйону. Головна увага MIP зосереджена на системах командування та управління. MIP — це консорціум 29 країн НАТО та країн, що не входять до НАТО, які збираються щоквартально для визначення специфікацій сумісності для обміну інформацією між національними системами командування та управління.

## Огляд
Програма багатосторонньої сумісності, яку називають MIP, є організацією для взаємодії, створеною національними розробниками інформаційних систем командування та управління ( Command and Control Information Systems, C2IS) з вимогою обмінюватися відповідною інформацією командування та управління в багатонаціональному або коаліційному середовищі. У результаті співпраці в рамках програми MIP виробляє набір специфікацій, які, якщо їх запровадять країни, забезпечують необхідну можливість взаємодії. MIP надає місце для тестування системної сумісності національних реалізацій MIP, а також забезпечує форум для обміну інформацією, що стосується національного впровадження та планів впровадження для забезпечення синхронізації. MIP не має повноважень керувати тим, як країни розробляють власну C2IS.
Бачення MIP: бачення Програми багатосторонньої сумісності (MIP) полягає в тому, щоб стати головним багатонаціональним форумом під керівництвом оператора для сприяння міжнародній сумісності інформаційних систем командування та управління (C2IS) на всіх рівнях командування.
Місія MIP: MIP полягає в подальшому розвитку та вдосконаленні специфікацій інтерфейсу, щоб зменшити розрив у сумісності між різними C2IS.
Сфера MIP: Сфера MIP полягає в наданні командно-контрольної сумісності (C2) у мережево-орієнтованому середовищі, спочатку зосередженому на сухопутному оперативному користувачі в спільному середовищі, зі дедалі сильнішим акцентом на вимогах морської та авіаційної спільнот.
Зустрічі MIP проводяться в Гредінгу, Баварія, Німеччина .
Група адміністрування даних НАТО (NDAG) співпрацює з MIP у створенні моделі спільного обміну даними консультацій, командування та управління (JC3IEDM) .

## C2IEDM
C2IEDM (попередник JC3IEDM), або модель даних обміну інформацією про командування та управління, — це модель даних, якою керує Програма багатосторонньої сумісності (MIP). Її започаткували експерти з різних країн-партнерів НАТО та країн-учасниць програми «Партнерство заради миру». Ця модель даних перебуває в процесі подання групі керування об’єктами (OMG) для розгляду як стандарту для обміну інформацією. Вона підпадає під спільний оперативний сервіс обміну зображеннями.

## JC3IEDM
Модель обміну інформацією про об’єднане командування, управління та консультації – це, перш за все, модель даних обміну інформацією. Модель також може служити узгодженою основою для інших механізмів обміну інформацією, таких як формати повідомлень, яким наразі бракує єдиної інформаційної структури. Це найновіша еволюція в довгій серії моделей даних, починаючи з Generic Hub GH. JC3IEDM призначена для представлення ядра даних, визначених для обміну між кількома функціональними областями та різними видами вимог. З цією метою встановлюється загальний підхід до опису інформації, якою необхідно обмінюватися в середовищі командування та управління (C2). JC3IEDM нещодавно оновлено, щоб включити саморобні вибухові пристрої (IED) і нерегулярні діючі особи (IA) .

## Члени MIP
Повноправними членами є: Канада, Данія, Франція, Німеччина, Італія, Нідерланди, Норвегія, Іспанія, Швеція, Туреччина, Велика Британія, США.
Асоційованими членами є: Австралія, Австрія, Бельгія, Хорватія, Чехія, Естонія, Фінляндія, Греція, Угорщина, Литва, Нова Зеландія, Польща, Португалія, Румунія, Словаччина, Словенія, Південна Африка, Швейцарія, Україна, а також Командування ОЗС НАТО з питань трансформації.